# NGC 279
NGC 279 je galaksija u zviježđu Kit.

## Vanjske poveznice
- SEDS: NGC 279